# Robyn Ochs
Robyn Ochs (San Antonio, 1958) es una activista bisexual estadounidense, oradora profesional, y directora de talleres. Sus principales campos de interés son el género, la sexualidad, la identidad y la formación de coaliciones. Es editora de la Bisexual Resource Guide (publicada anualmente entre 1990 y 2002), Bi Women Quarterly y la antología Getting Bi: Voices of Bisexuals Around the World . Ochs, junto con el profesor Herukhuti, coeditaron la antología Recognize: The Voices of Bisexual Men.
Ochs ha aparecido en varios programas de televisión, como por ejemplo Donahue, Rolanda, Maury Povich, Women Aloud, Real Personal, Hour Magazine y The Shirley Show, para tratar temas relacionados con la bisexualidad. También ha estado en Seventeen y Newsweek .
Se describe a sí misma como judía no practicante.

## Educación
Ochs es licenciada en Lengua y Cultura, y Estudios Latinoamericanos por la Universidad Estatal de Nueva York, Purchase. Además, tiene un Título de Estudios Especiales en Gestión Administrativa y una Maestría en Educación de la Universidad de Harvard.

## Trabajo académico
Ochs imparte cursos sobre varias materias, incluyendo historia y política LGBT en los Estados Unidos, la política de la orientación sexual y las experiencias de quienes transgreden las categorías binarias de gay / heterosexual, masculino / femenino, negro / blanco y / o hombre / mujer. Ha sido profesora del Instituto de Tecnología de Massachusetts, del Johnson State College y de la Universidad de Tufts.
Ochs trabajó como gestora en la Universidad de Harvard desde 1983 hasta que se jubiló en 2009. Mientras estuvo allí, cofundó y copresidió el Grupo de Profesores y Personal LGBT, cofundó y facilitó almuerzos LBTQ Lunches, una serie mensual de almuerzos para el colectivo de lesbianas, bisexuales, queer y trans de la facultad y personal de la universidad, y prestó servicios como asesora de la facultad para la QSA, la organización de estudiantes de LGBTQ de Harvard.

## Trabajo como activista bisexual
Ochs ayudó a fundar la Boston Sexual Network (Red Bisexual de Boston), en 1983 y el Bisexual Resource Center (Centro de Recursos Bisexuales) en 1985. En 1987, The East Coast Bisexual Network (la Red Bisexual de la Costa Este) estableció los primeros Archivos de Historia Bisexual con la colección inicial de Ochs; la archivista Clare Morton albergó a varios investigadores. El grupo se convirtió posteriormente en el Bixesual Resource Center (Centro de Recursos Bisexuales en 1993).
En 2002 pronunció su primer discurso como oradora principal, y centrado en la bisexualidad, en el marco de un encuentro de Asociación Nacional de Profesionales frente a la Adicción de Gays y Lesbianas. En 2004 y 2007, fue la oradora principal durante la Conferencia del Midwest Gay Lesbian Bisexual Transgender Campus, la conferencia de estudiantes gay, lesbiana, bisexual y transgénero más grande de los Estados Unidos.
Ochs ha sido miembro del Consejo de Administración de MassEquality, la organización estatal por la igualdad de Massachusetts, desde 2004.
Con frecuencia escribe sobre la bisexualidad y los derechos LGBT y sus escritos se han publicado en numerosas antologías bisexuales, de estudios de la mujer, multiculturales y LGBT.

## Premios y reconocimientos
En 1997 recibió el Premio Reinaldo dos Santos Memorial Award for Bisexual Activism.
En 2009, durante la Creating Change Conference, el National Gay & Lesbian Task Force (Grupo de Trabajo Nacional de Gays y Lesbianas) otorgó a Ochs el Premio de Activismo Susan J. Hyde por la Longevidad en el Movimiento. Cuando presentó el premio, la directora de la conferencia, Sue Hyde, se dirigió a Ochs con las siguientes palabras: "Escuchamos tu voz clara, vemos tu firme defensa y respondemos a tu cariñosa insistencia de que nuestro movimiento nos incluye a todos".
También en 2009, Ochs recibió el premio Lifetime Achievement Award del Harvard Gay & Lesbian Caucus por su lucha en el campus de la Universidad de Harvard.
Ochs recibió el premio Brenda Howard de 2011 durante el almuerzo anual de los premios del capítulo de Queens NYC PFLAG el 5 de febrero de 2012. 
El 13 de junio de 2015, Ochs recibió el premio de reconocimiento anual de la Comisión GLBT de la Ciudad de Cambridge por su trabajo como educadora y activista.

## Vida personal
El 17 de mayo de 2004, el primer día que fue legal para las parejas del mismo sexo casarse en cualquier lugar de los Estados Unidos, Ochs y la que había sido su pareja durante mucho tiempo Peg Preble (una lesbiana que se identifica como tal), fueron de las primeras parejas del mismo sexo en casarse legalmente. Cuando las primeras noticias hicieron referencia al matrimonio como una "boda de lesbianas", Ochs rechazó firmemente que se la clasificara como lesbiana en lugar de bisexual. En las noticias posteriores, Ochs denunció públicamente este hecho como un ejemplo claro del tipo de borrado bisexual sobre el que ha estado llamando la atención durante gran parte de su vida.